# Primeira Liga 2014/2015
Primeira Liga 2014/2015 (även känd som Liga NOS på grund av sponsringsskäl) var den 81:a upplagan av Portugals högsta division i fotboll. Mästare blev Benfica som tog sin 34:e ligatitel, Benfica var även regerande mästare inför säsongen.

## Händelser
Ligan utökades från 16 till 18 lag, efter domstolens regel att upphäva Boavistas nedflyttning från Primeira Liga säsongen 2007/2008. Boavista erbjöds en plats tillbaka till Primeira Liga, efter att klubben vann en rättslig strid som så småningom bedömde att tvångsnedflyttningen var olovlig. Klubben gick därför direkt från tredje nivån till första nivån.

## Lag

### Arenor och orter
| Lag               | Ort                | Arena                             | Kapacitet |
| ----------------- | ------------------ | --------------------------------- | --------- |
| Académica         | Coimbra            | Estádio Cidade de Coimbra         | 30 210    |
| Arouca            | Arouca             | Estádio Municipal de Arouca       | 5 000     |
| Belenenses        | Lissabon           | Estádio do Restelo                | 19 300    |
| Benfica           | Lissabon           | Estádio da Luz                    | 65 747    |
| Boavista          | Porto              | Estádio do Bessa                  | 28 263    |
| Braga             | Braga              | Estádio Municipal de Braga        | 30 154    |
| Estoril Praia     | Estoril            | Estádio António Coimbra da Mota   | 8 000     |
| Gil Vicente       | Barcelos           | Estádio Cidade de Barcelos        | 12 504    |
| Marítimo          | Funchal            | Estádio dos Barreiros             | 7 000     |
| Moreirense        | Moreira de Cónegos | Parque Joaquim de Almeida Freitas | 6 100     |
| Nacional          | Funchal            | Estádio da Madeira                | 5 142     |
| Paços de Ferreira | Paços de Ferreira  | Estádio da Mata Real              | 5 250     |
| Penafiel          | Penafiel           | Estádio Municipal 25 de Abril     | 7 000     |
| Porto             | Porto              | Estádio do Dragão                 | 52 002    |
| Rio Ave           | Vila do Conde      | Estádio do Rio Ave                | 12 820    |
| Sporting Lissabon | Lissabon           | Estádio José Alvalade             | 52 466    |
| Vitória Guimarães | Guimarães          | Estádio D. Afonso Henriques       | 30 146    |
| Vitória Setúbal   | Setúbal            | Estádio do Bonfim                 | 18 692    |

### Personal och kit
| Lag               | Tränare          | Kit- tillverkare | Sponsor(er)   | Sponsor(er)   |
| Lag               | Tränare          | Kit- tillverkare | Hemma         | Borta         |
| ----------------- | ---------------- | ---------------- | ------------- | ------------- |
| Académica         | José Viterbo     | Nike             | EFAPEL        | EFAPEL        |
| Arouca            | Pedro Emanuel    | Macron           | Banco BIC     | Banco BIC     |
| Belenenses        | Jorge Simão      | Lacatoni         |               |               |
| Benfica           | Jorge Jesus      | Adidas           | MEO           | Moche         |
| Boavista          | Petit            | Erreà            | Mestre da Cor | Mestre da Cor |
| Braga             | Sérgio Conceição | Macron           | Banco BIC     | Banco BIC     |
| Estoril Paria     | Hugo Leal        | Hummel           | Banco BIC     | Banco BIC     |
| Estoril Paria     | Fabiano          | Hummel           | Banco BIC     | Banco BIC     |
| Gil Vicente       | José Mota        | Macron           | Barcelos      | Barcelos      |
| Marítimo          | Ivo Vieira       | Lacatoni         | BANIF         | BANIF         |
| Moreirense        | Miguel Leal      | cdr              |               |               |
| Nacional          | Manuel Machado   | Hummel           | BANIF         | BANIF         |
| Paços de Ferreira | Paulo Fonseca    | Lacatoni         | Banco BIC     | Banco BIC     |
| Penafiel          | Carlos Brito     | Desportreino     | Banco BIC     | Banco BIC     |
| Porto             | Julen Lopetegui  | Warrior          | MEO           | Moche         |
| Rio Ave           | Pedro Martins    | Lacatoni         |               |               |
| Sporting Lissabon | Marco Silva      | Macron           | MEO           | Moche         |
| Vitória Guimarães | Rui Vitória      | Nike             | Banco BIC     | Banco BIC     |
| Vitória Setúbal   | Bruno Ribeiro    | Hummel           | Kia           | Kia           |

### Tränare-förändringar
| Lag                | Utgående tränare    | Anledning               | Datum             | Position i tabell | Inkommande tränare | Datum             |
| ------------------ | ------------------- | ----------------------- | ----------------- | ----------------- | ------------------ | ----------------- |
| Marítimo           | Pedro Martins       | Avgick                  | 11 maj 2014       | Försäsong         | Leonel Pontes      | 8 maj 2014        |
| Porto              | Luís Castro         | Kontraktet löpte ut     | 11 maj 2014       | Försäsong         | Julen Lopetegui    | 6 maj 2014        |
| Braga              | Jorge Paixão        | Kontraktet löpte ut     | 11 maj 2014       | Försäsong         | Sérgio Conceição   | 26 maj 2014       |
| Estoril Paria      | Marco Silva         | Avgick                  | 12 maj 2014       | Försäsong         | José Couceiro      | 24 maj 2014       |
| Vitória de Setúbal | José Couceiro       | Ömsesidigt avtal        | 15 maj 2014       | Försäsong         | Domingos Paciência | 22 maj 2014       |
| Moreirense         | Toni Conceição      | Ömsesidigt avtal        | 15 maj 2014       | Försäsong         | Miguel Leal        | 16 maj 2014       |
| Penafiel           | Miguel Leal         | Skrev på för Moreirense | 16 maj 2014       | Försäsong         | Ricardo Chéu       | 16 maj 2014       |
| Rio Ave            | Nuno Espírito Santo | Avgick                  | 19 maj 2014       | Försäsong         | Pedro Martins      | 22 maj 2014       |
| Sporting Lissabon  | Leonardo Jardim     | Skrev på för AS Monaco  | 21 maj 2014       | Försäsong         | Marco Silva        | 21 maj 2014       |
| Académica          | Sérgio Conceição    | Skrev på för Braga      | 26 maj            | Försäsong         | Paulo Sérgio       | 31 maj 2014       |
| Gil Vicente        | João de Deus        | Ömsesidigt avtal        | 31 augusti 2014   | 17:e              | José Mota          | 2 september 2014  |
| Penafiel           | Ricardo Chéu        | Ömsesidigt avtal        | 16 september 2014 | 18:e              | Rui Quinta         | 16 september 2014 |
| Vitória Setúbal    | Domingos Paciência  | Ömsesidigt avtal        | 19 januari 2015   | 15:e              | Bruno Ribeiro      | 20 januari 2015   |
| Académica          | Paulo Sérgio        | Avgick                  | 17 februari 2015  | 17:e              | José Viterbo       | 18 februari 2015  |
| Estoril Paria      | José Couceiro       | Avgick                  | 3 mars 2015       | 12:e              | Hugo Leal          | 3 mars 2015       |
| Estoril Paria      | José Couceiro       | Avgick                  | 3 mars 2015       | 12:e              | Fabiano            | 3 mars 2015       |
| Marítimo           | Leonel Pontes       | Avgick                  | 3 mars 2015       | 11:e              | Ivo Vieira         | 4 mars 2015       |
| Penafiel           | Rui Quinta          | Ömsesidigt avtal        | 16 mars 2015      | 18:e              | Carlos Brito       | 19 mars 2015      |
| Belenenses         | Lito Vidigal        | Avgick                  | 17 mars           | 7:e               | Jorge Simão        | 20 mars 2015      |

## Tabeller

### Poängtabell
| Nr | Lag               | S  | V  | O  | F  | GM | IM | MS  | P  |
| -- | ----------------- | -- | -- | -- | -- | -- | -- | --- | -- |
| 1  | Benfica (RM)      | 34 | 27 | 4  | 3  | 86 | 16 | +70 | 85 |
| 2  | Porto             | 34 | 25 | 7  | 2  | 74 | 13 | +61 | 82 |
| 3  | Sporting Lissabon | 34 | 22 | 10 | 2  | 67 | 29 | +38 | 76 |
| 4  | Braga             | 34 | 17 | 7  | 10 | 55 | 28 | +27 | 58 |
| 5  | Vitória Guimarães | 34 | 15 | 10 | 9  | 50 | 35 | +15 | 55 |
| 6  | Belenenses        | 34 | 12 | 12 | 10 | 34 | 35 | −1  | 48 |
| 7  | Nacional          | 34 | 13 | 8  | 13 | 45 | 46 | −1  | 47 |
| 8  | Paços de Ferreira | 34 | 12 | 11 | 11 | 40 | 45 | −5  | 47 |
| 9  | Marítimo          | 34 | 12 | 8  | 14 | 46 | 45 | +1  | 44 |
| 10 | Rio Ave           | 34 | 10 | 13 | 11 | 38 | 42 | −4  | 43 |
| 11 | Moreirense (U)    | 34 | 11 | 10 | 13 | 33 | 42 | −9  | 43 |
| 12 | Estoril Praia     | 34 | 9  | 13 | 12 | 38 | 56 | −18 | 40 |
| 13 | Boavista          | 34 | 9  | 7  | 18 | 27 | 50 | −23 | 34 |
| 14 | Vitória Setúbal   | 34 | 7  | 8  | 19 | 24 | 56 | −32 | 29 |
| 15 | Académica         | 34 | 4  | 17 | 13 | 26 | 46 | −20 | 29 |
| 16 | Arouca            | 34 | 7  | 7  | 20 | 26 | 50 | −24 | 28 |
| 17 | Gil Vicente       | 34 | 4  | 11 | 19 | 25 | 60 | −35 | 23 |
| 18 | Penafiel (U)      | 34 | 5  | 7  | 22 | 29 | 69 | −40 | 22 |

### Resultattabell
| Hemma \ Borta     | ACA | ARO | BEL | BEN | BOA | BRA | EST | GVI | MAR | MOR | NAC | PAÇ | PEN | POR | RIO | SL  | VGU | VSE |
| Académica         | —   | 1–1 | 1–1 | 0–2 | 0–0 | 1–1 | 2–2 | 1–2 | 1–1 | 0–0 | 2–1 | 2–2 | 1–1 | 0–3 | 0–0 | 1–1 | 2–4 | 1–1 |
| Arouca            | 0–1 | —   | 0–1 | 1–3 | 0–0 | 1–0 | 1–1 | 3–1 | 1–0 | 1–2 | 3–3 | 1–3 | 0–1 | 0–5 | 1–0 | 1–3 | 1–2 | 1–0 |
| Belenenses        | 0–0 | 0–0 | —   | 0–2 | 3–1 | 0–1 | 2–2 | 2–0 | 1–0 | 2–0 | 3–1 | 0–1 | 0–0 | 1–1 | 1–3 | 1–1 | 0–3 | 1–1 |
| Benfica           | 5–1 | 4–0 | 3–0 | —   | 3–0 | 2–0 | 6–0 | 1–0 | 4–1 | 3–1 | 3–1 | 2–0 | 4–0 | 0–0 | 1–0 | 1–1 | 3–0 | 3–0 |
| Boavista          | 1–0 | 3–1 | 1–0 | 0–1 | —   | 1–0 | 1–2 | 3–2 | 0–2 | 3–1 | 0–1 | 1–2 | 1–0 | 0–2 | 1–1 | 1–3 | 3–1 | 0–0 |
| Braga             | 0–0 | 2–0 | 1–1 | 2–1 | 3–0 | —   | 2–1 | 2–0 | 1–3 | 1–0 | 3–1 | 3–0 | 4–0 | 0–1 | 3–0 | 0–1 | 0–0 | 5–0 |
| Estoril Praia     | 1–2 | 1–0 | 1–2 | 2–3 | 2–0 | 0–2 | —   | 1–1 | 1–1 | 1–1 | 2–1 | 1–0 | 3–3 | 2–2 | 1–5 | 1–1 | 1–0 | 1–0 |
| Gil Vicente       | 1–1 | 1–1 | 0–2 | 0–5 | 1–1 | 0–2 | 1–1 | —   | 1–2 | 0–1 | 0–0 | 1–0 | 2–1 | 1–5 | 0–0 | 0–4 | 1–3 | 1–1 |
| Marítimo          | 2–1 | 1–1 | 1–2 | 0–4 | 4–0 | 2–1 | 0–0 | 1–2 | —   | 1–2 | 1–1 | 2–1 | 2–0 | 1–0 | 4–0 | 0–1 | 4–0 | 1–1 |
| Moreirense        | 0–2 | 1–0 | 0–1 | 1–3 | 1–0 | 0–0 | 1–1 | 2–0 | 1–1 | —   | 2–3 | 2–0 | 0–0 | 0–2 | 1–1 | 1–4 | 2–1 | 3–1 |
| Nacional          | 1–0 | 2–0 | 2–1 | 1–2 | 2–1 | 1–1 | 1–0 | 3–2 | 3–0 | 0–1 | —   | 3–0 | 2–0 | 1–1 | 0–0 | 0–1 | 2–2 | 3–0 |
| Paços de Ferreira | 3–2 | 2–1 | 2–0 | 1–0 | 1–0 | 2–2 | 1–1 | 1–1 | 3–2 | 0–0 | 2–3 | —   | 2–1 | 0–1 | 1–2 | 1–1 | 2–2 | 4–1 |
| Penafiel          | 0–0 | 0–2 | 1–3 | 0–3 | 2–2 | 1–6 | 1–2 | 2–1 | 3–4 | 1–2 | 2–1 | 0–1 | —   | 1–3 | 0–2 | 0–4 | 1–1 | 2–0 |
| Porto             | 1–0 | 1–0 | 3–0 | 0–2 | 0–0 | 2–1 | 5–0 | 2–0 | 2–0 | 3–0 | 2–0 | 5–0 | 2–0 | —   | 5–0 | 3–0 | 1–0 | 4–0 |
| Rio Ave           | 3–0 | 1–2 | 0–0 | 2–1 | 4–0 | 0–2 | 2–1 | 0–0 | 0–0 | 1–1 | 1–1 | 0–0 | 3–2 | 1–3 | —   | 0–1 | 1–1 | 2–0 |
| Sporting Lissabon | 1–0 | 1–0 | 1–1 | 1–1 | 2–1 | 4–1 | 3–0 | 2–0 | 4–2 | 1–1 | 2–0 | 1–1 | 3–2 | 1–1 | 4–2 | —   | 4–1 | 3–0 |
| Vitória Guimarães | 4–0 | 1–0 | 0–1 | 0–0 | 3–0 | 1–0 | 2–0 | 2–2 | 1–0 | 2–1 | 4–0 | 1–1 | 3–0 | 1–1 | 0–0 | 3–0 | —   | 0–1 |
| Vitória Setúbal   | 0–0 | 2–1 | 1–1 | 0–5 | 0–1 | 1–3 | 1–2 | 2–0 | 1–0 | 2–1 | 2–0 | 0–0 | 0–1 | 0–2 | 4–1 | 1–2 | 0–1 | —   |

## Statistik

### Skytteligan
| Rank | Spelare              | Lag               | Mål |
| ---- | -------------------- | ----------------- | --- |
| 1    | Jackson Martínez     | Porto             | 21  |
| 2    | Jonas                | Benfica           | 20  |
| 3    | Lima                 | Benfica           | 19  |
| 4    | Marco Matias         | Nacional          | 17  |
| 5    | Islam Slimani        | Sporting Lissabon | 12  |
| 5    | Ahmed Hassan Mahgoub | Rio Ave           | 12  |
| 7    | Fredy Montero        | Sporting Lissabon | 11  |
| 7    | André André          | Vitória Guimarães | 11  |
| 9    | Éder                 | Braga             | 10  |
| 9    | Bruno Moreira        | Paços de Ferreira | 10  |